# Hanoshrim - de jødiske emigranter fra Polen
Hanoshrim - de jødiske emigranter fra Polen er en dansk dokumentarfilm fra 1983, der er instrueret af Marian Hirschorn efter manuskript af Solomea Hirschorn.

## Handling
En film om de jødiske emigranter fra Polen. I slutningen af 1960'erne var der økonomisk krise i Polen ledsaget af en antisemitisk bølge lanceret af den polske regering. De fleste jøder forlod landet, og ca. 3.600 kom til Danmark. Anskaffelsen af en ejendom på Blegdamsvej skulle midlertidigt løse emigranternes boligproblem, men mange af dem bor der stadig - som i en ghetto.